# 영국 음악 차트
영국 음악 차트(UK Music Charts)는 영국에서 사람들이 음악관련 구매 상황을 반영하는 차트의 모음이다. 이 차트의 대부분은 더 오피셜 차트 컴퍼니에서 발표한다.

## 차트
| 차트 이름            | 소개 |
| -------------------- | --- |
| 영국 싱글 차트       | 영국 싱글 차트는 영국의 공식적인 싱글 차트이다. 차트에는 피지컬과 디지털 판매량을 반영한다.                  |
| 영국 음반 차트       | 영국의 앨범 판매량을 보여주는 차트.                                                                          |
| 더 빅 탑 40 쇼       | 영국의 140개 지방 라디오 방송국에서 발표되는 비공식 싱글 차트이다. 차트의 집계는 아이튠즈 판매량을 참고한다. |
| 영국 다운로드 차트   | 다운로드 수를 기반으로한 차트.                                                                               |
| 영국 알앤비 차트     | 알앤비와 힙합 장르의 싱글과 앨범을 판매량 순으로 매기는 차트.                                                |
| 영국 록 차트         | 록 장르 싱글과 앨범을 판매량 순으로 매기는 차트.                                                             |
| 영국 인디 차트       | 인디 장르 싱글과 앨범을 판매량 순으로 매기는 차트.                                                           |
| 영국 댄스 차트       | 댄스 장르 싱글과 앨범을 판매량 순으로 매기는 차트.                                                           |
| 스코틀랜드 싱글 차트 | 지역 차트. 영국 싱글 차트의 스코틀랜드 지방 집계는 이 차트를 기반으로한다.                                   |
| 스코틀랜드 앨범 차트 | 지역 차트. 영국 음반 차트의 스코틀랜드 지방 집계는 이 차트를 기반으로한다.                                   |

클래식 FM은 클래식 음악 차트와 매년 클래식 FM 명예의 전당을 발표하고있다. 이에 대응해 BBC 라디오 3에서도 "전문가"들이 선정하는 클래식 차트를 만들었으며, 매일 화요일 아침 프로그램에서 방송된다.